# Samuel McIntire Taylor

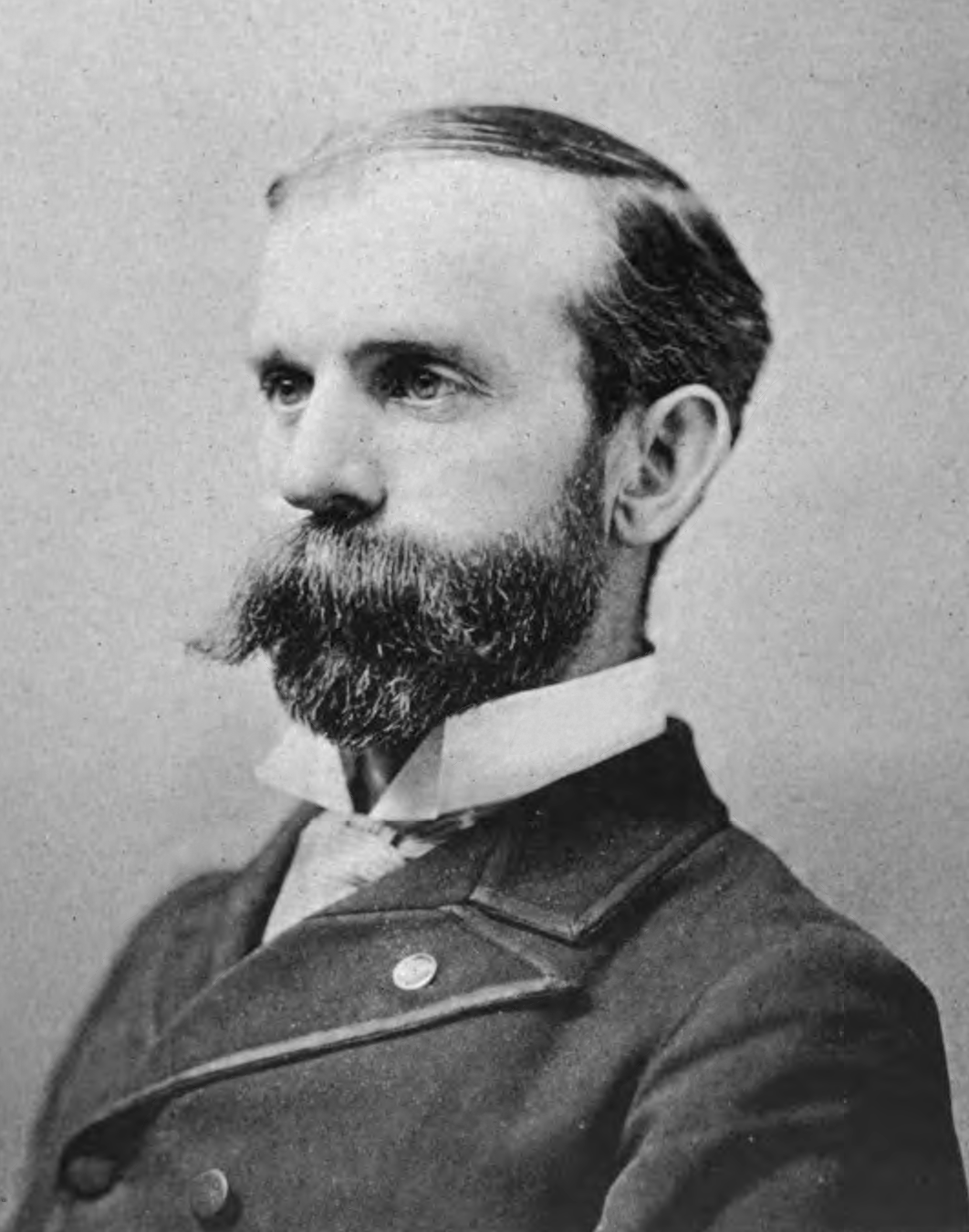
Samuel McIntire Taylor

Samuel McIntire Taylor (* 24. Juli 1856 im Champaign County, Ohio; † 7. Dezember 1916 in Birmingham, England) war ein US-amerikanischer Jurist und Politiker (Republikanische Partei). Er war von 1893 bis 1897 Secretary of State von Ohio.

## Werdegang
Samuel McIntire Taylor, Sohn von Miriam Daniel (1822–1893) und John Taylor (1818–1898), besuchte Bezirksschulen. Seine Jugendjahre waren vom Bürgerkrieg überschattet. 1882 graduierte er an der Ohio Wesleyan University. Während seiner Studienzeit war er Mitglied der Phi Gamma Delta. Danach ging er an die Cincinnati Law School, wo er 1884 seinen Abschluss machte. Taylor ließ sich in Urbana (Ohio) nieder. Nach dem Erhalt seiner Zulassung als Anwalt begann er dort zu praktizieren. 1887 wurde er für das Champaign County in das Repräsentantenhaus von Ohio gewählt. Taylor wurde 1889 und 1891 wiedergewählt. Als er 1892 zum Secretary of State von Ohio gewählt wurde, trat er von seinem Abgeordnetensitz zurück. 1894 erfolgte seine Wiederwahl. Nach dem Ende seiner Amtszeit ernannte ihn Präsident William McKinley 1897 zum Konsul in Glasgow (Schottland). In der Administration von Präsident Theodore Roosevelt erfolgte 1906 seine Versetzung nach Callao (Peru), wo er bis 1910 tätig war. Taylor wurde dann 1913 zum Konsul in Birmingham (England) ernannt – eine Stellung, die er bis zu seinem Tod 1916 innehatte. Er verstarb dort an den Folgen der Grippe. Sein Leichnam wurde dann in die Vereinigten Staaten überführt, wo er auf dem Oak Dale Cemetery in Urbana beigesetzt wurde.
Taylor war mit Myrta Burdsoll Brodrick verheiratet, Tochter von Eleanor Elizabeth Allen und Isaac Burdsoll Brodrick. Das Paar hatte mindestens eine Tochter namens Miriam Elizabeth Taylor.